# レンコ・パスフィール
- レムコ・パスフェール

レンコ・ユリアン・パスフィール（Remko Jurian Pasveer、1983年11月8日 - ）は、オランダ・エンスヘデ出身のサッカー選手。エールディヴィジ・アヤックス所属。元オランダ代表。ポジションはGK。

## 経歴

### クラブ
トゥウェンテで育成され、同クラブで2003年にトップチームデビュー。2006年にヘラクレス・アルメロへと移籍する。ここではゴー・アヘッド・イーグルスにレンタルした期間を除き、レギュラーの座を確保した。
2014年1月、PSVアイントホーフェンに移籍した。しかし、スタメンを飾ることなく3シーズンを終えた。
2017年7月5日、フィテッセに3年契約で移籍した。
2021年4月23日、アヤックスに2年契約で移籍した。加入初年度からマールテン・ステケレンブルフに代わって正守護神の座を獲得するも、2022年冬にビジャレアルCFからヘロニモ・ルジが加入すると、控えに回った。

### 代表
2022年9月22日、UEFAネーションズリーグのポーランド代表戦にて、先発フル出場したことでオランダ代表デビューを果たした。38歳でのA代表デビューはサンデル・ボスフケルの39歳に次ぐ記録である。
10月21日、2022 FIFAワールドカップに向けた予備登録メンバーの1人に選ばれた。本大会のメンバーにも選ばれたが、先発に抜擢されたアンドリース・ノペルトが全試合に出場したため出場機会はなかった。

## 代表歴

### 出場大会
- オランダ代表
  - 2022 FIFAワールドカップ

### 試合数
- 国際Aマッチ 2試合 0得点（2022年）[5]

| オランダ代表 | 国際Aマッチ | 国際Aマッチ |
| 年           | 出場        | 得点        |
| ------------ | ----------- | ----------- |
| 2022         | 2           | 0           |
| 通算         | 2           | 0           |

## タイトル

### クラブ
PSV
- エールディヴィジ: 2014-15, 2015-16
- ヨハン・クライフ・スハール: 2016, 2017

アヤックス
- エールディヴィジ: 2021-22

### 代表
オランダ U-21
- UEFA U-21欧州選手権: 2006

### 個人
- フィテッセ年間最優秀選手: 2019-20